# Liste des phares du Belize

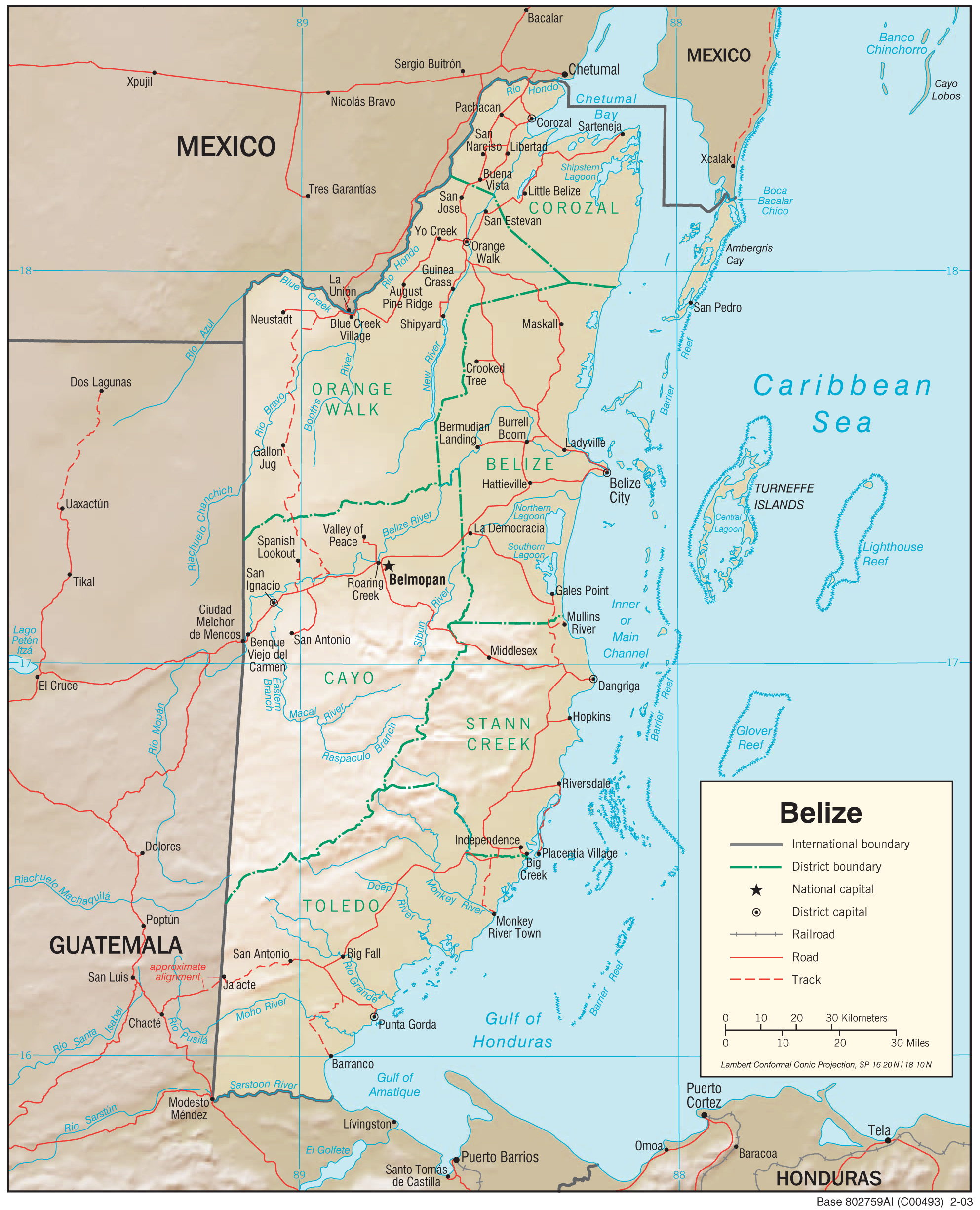
Carte du Belize

Liste des phares du Belize : Le Bélize est un petit pays d'Amérique centrale situé à la base de la Péninsule du Yucatán et bordé au nord par le Mexique et à l'ouest et au sud par le Guatemala. Son littoral fait face au golfe du Honduras au sud et à la mer des Caraïbes à l'est.
Les aides à la navigation au Belize sont gérées par l’ Autorité Portuaire du Belize .

## Phares
| Nom                      | Lieu                                                 | Mise en service | Coordonnées                        | Image |
| ------------------------ | ---------------------------------------------------- | --------------- | ---------------------------------- | ----- |
| Phare Baron Bliss        | Belize City District de Belize                       | 1885            | 17° 29′ 29,18″ N, 88° 10′ 53,29″ O |       |
| Phare de Robinson Point  | Robinson Point District de Belize                    | n/d             | 17° 22′ 00″ N, 88° 12′ 00″ O       | image |
| Phare d'English Caye     | Caye English District de Belize                      | 1848            | 17° 19′ 37,96″ N, 88° 02′ 55,79″ O |       |
| Phare de Mauger Caye     | Caye Mauger-(Atoll Turneffe) District de Belize      | 1878            | 17° 36′ 26,03″ N, 87° 46′ 20,71″ O |       |
| Phare de Bokel Caye      | Caye Bokel-(Atoll Turneffe) District de Belize       | 1868            | 17° 10′ 18″ N, 54° 46′ 15″ O       |       |
| Phare de Sandbore Caye   | Caye Sandbore-(Récif Lighthouse) District de Belize  | 1886-1931       | 17° 27′ 51,44″ N, 87° 29′ 17,59″ O | Image |
| Phare de Half Moon Caye  | Caye Half Moon-(Récif Lighthouse) District de Belize | 1820-1998       | 17° 12′ 19,61″ N, 87° 32′ 02,74″ O |       |
| Phare de Colson Point    | Colson Point District de Stann Creek                 | n/d             | 17° 04′ 00″ N, 88° 14′ 00″ O       |       |
| Phare de Bugle Caye      | Caye Bugle District de Stann Creek                   | 1885- ?         | 16° 29′ 16,44″ N, 88° 19′ 25,28″ O | Image |
| Phare de Hunting Caye    | Caye Hunting District de Toledo                      | n/d             | 16° 06′ 29,59″ N, 88° 16′ 05,84″ O | Image |
| Phare de East Snake Caye | Caye East Snake District de Toledo                   | 1915-           | 16° 12′ 30,55″ N, 88° 30′ 31,43″ O | Image |